# What You Need (The Twilight Zone)
"What You Need" is een aflevering van de Amerikaanse televisieserie The Twilight Zone.

## Plot

### Opening
You're looking at Mr. Fred Renard, who carries on his shoulder a chip the size of the national debt. This is a sour man; a friendless man; a lonely man; a grasping, compulsive, nervous man. This is a man who has lived thirty-six undistinguished, meaningless, pointless, failure-laden years and who at this moment looks for an escape—any escape, any way, anything, anybody—to get out of the rut. And this little old man is just what Mr. Renard is waiting for.
— Rod Serling

### Verhaal
Pedott, een zakenman, heeft de eigenaardige gave om mensen altijd precies datgene te verkopen wat ze nodig hebben, nog voordat ze het nodig hebben. Hij gaat naar een bar waar hij een vrouw een schoonmaakmiddel geeft. Tevens geeft hij een ex-honkbalspeler buskaartjes. Niet veel later krijgt de honkbalspeler een baan aangeboden in een stad waar hij heen kan met de bus waarvoor Pedott hem de kaartjes heeft gegeven. Tevens moet zijn jasje worden schoongemaakt, wat de vrouw snel voor hem kan doen dankzij het schoonmaakmiddel.
Renard, een kruimeldief, heeft alles gezien en vraagt Pedott om hem iets te geven. Pedott geeft de man een schaar. Even later komt Renards sjaal vast te zitten tussen de deuren van een lift. Hij kan zich nog net bevrijden met de schaar voor hij wordt gewurgd. Onder de indruk gaat Renard naar Pedotts appartement en vraagt om nog iets. Pedott geeft hem een lekkende pen die blijkbaar de uitslag van de aankomende paardenrace kan voorspellen.
Renard begint Pedott al snel te achtervolgen om meer voorwerpen. Uiteindelijk heeft Pedott er genoeg van en geeft Renard een nieuw paar schoenen. Wanneer Renard de weg oversteekt, komt er een auto met volle vaart op hem af. Hij probeert weg te rennen, maar de zolen van de schoenen zijn te glad en hij komt niet vooruit. Derhalve wordt hij overreden en sterft aan de gevolgen. Blijkbaar waren de schoenen iets wat Pedott nodig had.

### Slot
Street scene. Night. Traffic accident. Victim named Fred Renard, gentleman with a sour face to whom contentment came with difficulty. Fred Renard, who took all that was needed—in the Twilight Zone.
— Rod Serling

## Rolverdeling
- Steve Cochran : Fred Renard
- Ernest Truex : Pedott
- Arlene Martel : Vrouw in de bar.

## Productie
De aflevering is gebaseerd op het gelijknamige verhaal van Lewis Padgett. In dit verhaal is het een machine die iedereen de voorwerpen geeft door die persoons toekomst te voorspellen. Toen Serling het verhaal bewerkte voor de aflevering, liet hij het sciencefictionelement weg door de machine te vervangen door een menselijke verkoper.
De laatste scène met de openingstekst door Rod Serling, is achterstevoren opgenomen. Wie goed kijkt kan zien dat de rook van de sigaret teruggaat richting Renards sigaret.

## Andere media
De aflevering diende als inspiratie voor het gelijknamige lied van de Britse band The Fall. Dit lied is verwerkt op hun album This Nation's Saving Grace.
De aflevering was ok de inspiratie voor Stephen Kings korte verhaal "I Know What You Need". Dit verhaal is terug te vinden in het boek Night Shift.